# (104210) Leeupton
(104210) Leeupton est un astéroïde de la ceinture principale.

## Description
(104210) Leeupton est un astéroïde de la ceinture principale. Il fut découvert le 10 mars 2000 à Socorro (Nouveau-Mexique) par le projet LINEAR. Il présente une orbite caractérisée par un demi-grand axe de 2,81 UA, une excentricité de 0,14 et une inclinaison de 10,7° par rapport à l'écliptique.

## Compléments